# 前進黨 (以色列)
前進黨（希伯來語：קדימה，Qādīmāh，中文或音譯「卡狄馬黨」）是一個以色列中間派的政黨。由時任以色列總理阿里埃勒·沙龙於2005年底離開當時執政的右翼以色列聯合黨後成立。

## 歷史

### 執政時期(2005-2009)
2005年11月21日時任總理的沙龙在退出所屬的以色列聯合黨後就宣布將提前改選國會，但在2006年1月16日，沙龙嚴重中風昏迷，艾胡德·奧爾默特遂被推選為前進黨代理主席，及後正式成為黨主席。2006年3月28日國會大選，甫成立的前進黨就取得29席，成為第一大黨，並領先第二大黨以色列工黨足足10席；艾胡德·奧爾默特隨後便擔任以色列總理，聯合政府成員包括工黨、夏斯黨和以色列退休人士進國會(Gil)，以色列我們的家園在同年十月也加入聯合政府，但在2008年1月宣布退出執政聯盟以抗議奧爾默特政府與巴勒斯坦談判。

### 反對黨與分裂(2009-至今)
該黨參與2009年以色列國會选举中获得28席，成為以色列國會第一大黨，但第二大黨聯合黨依舊成功整合其他右翼政黨組成聯合政府，因此前進黨便成為最大反對黨；2012年該黨發生分裂危機，前黨魁齊皮·利夫尼在黨魁選舉中落敗，進而脫黨成立新政黨「運動」，因此共有7位黨籍國會議員加入運動，前進黨因而失去國會最大黨的地位。
2013年以色列國會選舉，前進黨獲得2.10%選票，只取得2席，從上一屆選舉的國會第一大黨淪為以色列國會中席次最少的政黨。反觀分裂而出的運動獲得6席，並參與組成聯合政黨。